# 636 Erika
636 Erika
636 Erika là một tiểu hành tinh ở vành đai chính. Nó được Joel Hastings Metcalf phát hiện ngày 8.2.1907 ở Taunton, Massachusetts (Hoa Kỳ), và được đặt tên là Erika. Không biết rõ nguồn gốc tên của nó